# Risky Woods
Risky Woods, conocido como Jashin Draxos (邪神ドラクソス Dios Maligno Draxos?) en Japón, es un videojuego de plataformas publicado en algún momento entre junio y septiembre de 1992 por la compañía Dinamic Software en coproducción con Zeus Software y distribuido por Dro-Soft, aunque internacionalmente por Electronic Arts. Fue el último videojuego de Dinamic Software antes de cerrar por quiebra económica y de que Dinamic Multimedia naciera un año más tarde. El juego tuvo una gran acogida en varias plataformas, con lo cual posteriormente salió para la videoconsola de 16 bits, Mega Drive, el cual tuvo buena acogida pero no tanto como su versión para ordenadores.

## Argumento
Basado en un contexto medieval (Edad Media entre 476 y 1453), en un lugar encantado, donde el Sol es siempre de color rojo y la Muerte acecha detrás de cada piedra, sobre cada árbol y junto a cada arroyo, existe una oscura fortaleza donde él habita rigiendo los destinos de las Sombras que le rinden pleitesía. La leyenda cuenta que un día, un guerrero vendrá y se enfrentará al Terror. Ha llegado el momento definitivo. 
Los más viejos del lugar contaban que al Norte, tras las altas montañas, había un territorio en el que solo vivían extraños monstruos y su Amo y Señor. Al principio nadie creía las historias de los Ancianos pero cuando empezaron a desaparecer los habitantes de la región que vivían en los bosques de la cordillera las cosas cambiaron. Al poco tiempo nadie se atrevía a salir de su casa cuando oscurecía, y aun así las desapariciones seguían diezmando el lugar. De pronto un día llegó un extraño que pidió hablar con el consejo. 
Contó que pertenecía a una antigua raza de monjes que vivían más allá de las montañas. Estos ocupaban su tiempo en descubrir los poderes ocultos de la naturaleza cuando, debido a un error, Él consiguió entrar en nuestra dimensión, se apropió de las almas de sus compañeros petrificándoles y arrebatándoles sus poderes. 
Ahora estaba reteniendo a los campesinos para convertirles en monstruos y formar un ejército con el que invadir la región. 
Solamente un guerrero valiente y dispuesto a todo podría internarse en los profundos bosques hasta llegar a la fortaleza y enfrentarse con el Terror.

## Características
A lo largo de doce niveles deberemos, manejando a nuestro valiente héroe, conseguir que no nos mate ninguno de los enemigos para poder llegar a la última fase, donde nos espera el monstruo definitivo. 
Cada uno de los niveles posee elementos y personajes diferentes a los de los demás, aunque se repitan en algunos casos. 
Todos los protagonistas del juego tienen un gran tamaño, poco habitual para este tipo de arcades en los que el juego consiste en avanzar aniquilando todo tipo de obstáculos, y los decorados, -varios planos de scroll que consiguen treinta y dos colores simultáneos en pantalla-, son extraordinarios. Risky Woods no se inmuta lo más mínimo aunque la pantalla esté repleta de sprites en movimiento. 

## Enemigos, armas y fases
En nuestro recorrido, un escenario horizontal, encontraremos Trolls, esqueletos armados hasta los dientes, diablos alados, pequeños dragones, piedras que caen del techo... 
Al eliminarles dejarán caer una moneda que nos servirá para mejorar nuestro armamento entre fase y fase. Podremos elegir entre cuatro tipos distintos de armas, a cual más destructivo. 
Asimismo encontraremos cofres que al recibir nuestros disparos se abrirán, ofreciéndonos sus tesoros. Tiempo extra, vidas, puntos, inmunidad o un curioso icono que coloca la pantalla boca abajo y consigue normalmente que acabemos como aperitivo del enemigo de turno. 
Pero Risky Woods no consiste solo en matar y matar, recordad que debemos rescatar a los monjes petrificados. Para hacerlo tendremos que recoger la "Llave Ojo" y usarla frente a la puerta dimensional que nos impide el acceso a las estatuas que antaño fueron pacíficos santones. Si nos pasamos de largo una de estas esculturas no podremos alcanzar el siguiente nivel. 
Un detalle a destacar es que tras cada fase no está el usual super-enemigo, sino que en este juego solamente hallaréis un "bicho" más grande y difícil de eliminar tras los niveles dos, cinco, nueve y, como no, once.